# Saint-Gonlay
Saint-Gonlay é uma comuna francesa na região administrativa da Bretanha, no departamento Ille-et-Vilaine. Estende-se por uma área de 9,33 km². Em 2010 a comuna tinha 371 habitantes (densidade: 39,8 hab./km²).